# Ugarit

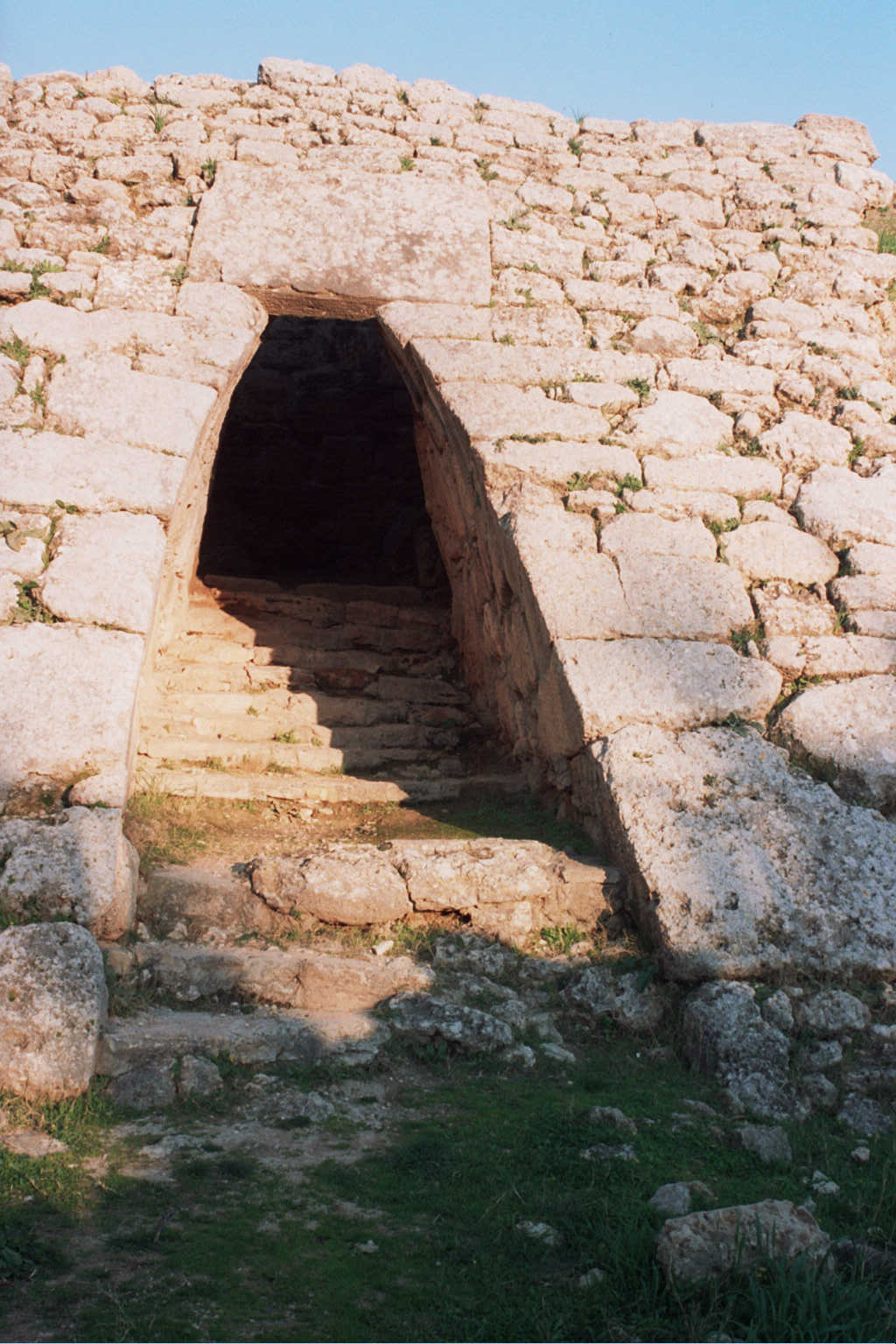
Entrata principale del Palazzo Reale

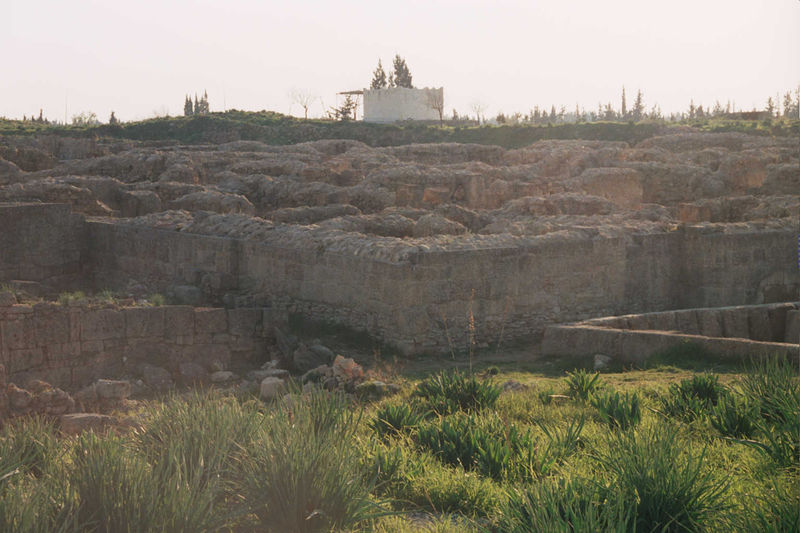
Resti del Palazzo Reale

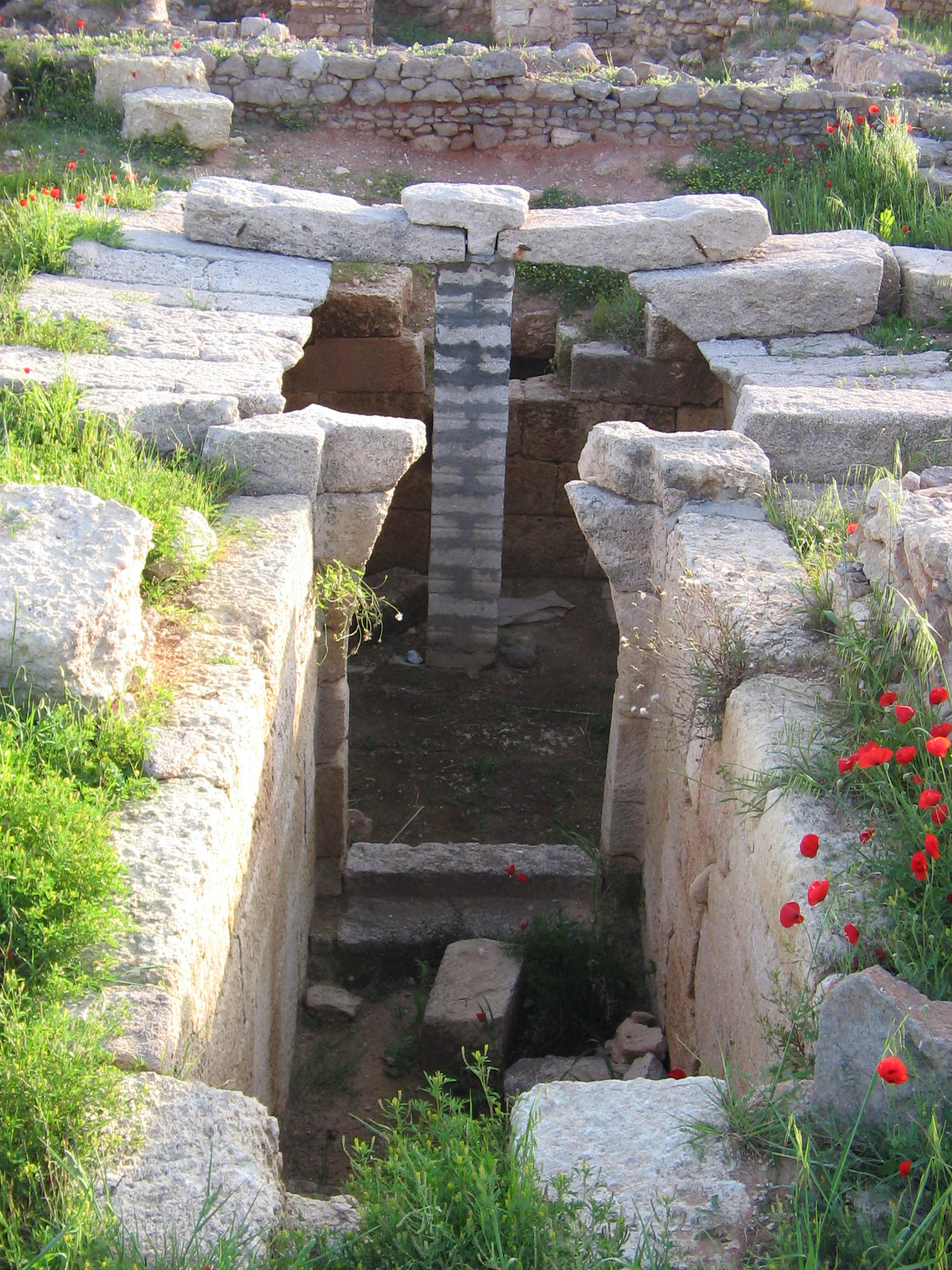
Tomba nel cortile del Palazzo Reale

Statua del dio Baal esposta al Louvre di Parigi

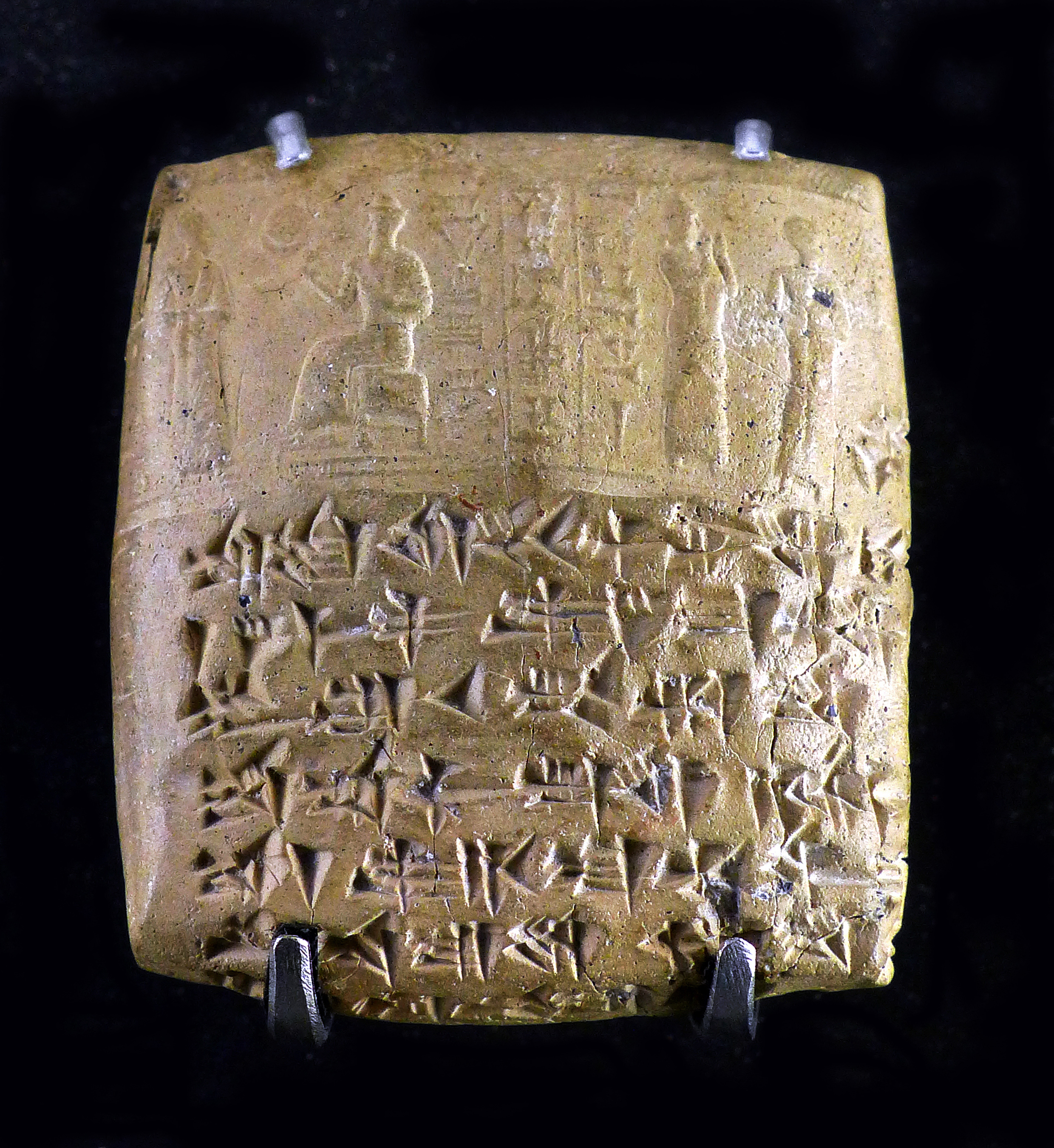
Tavoletta esposta al Louvre di Parigi

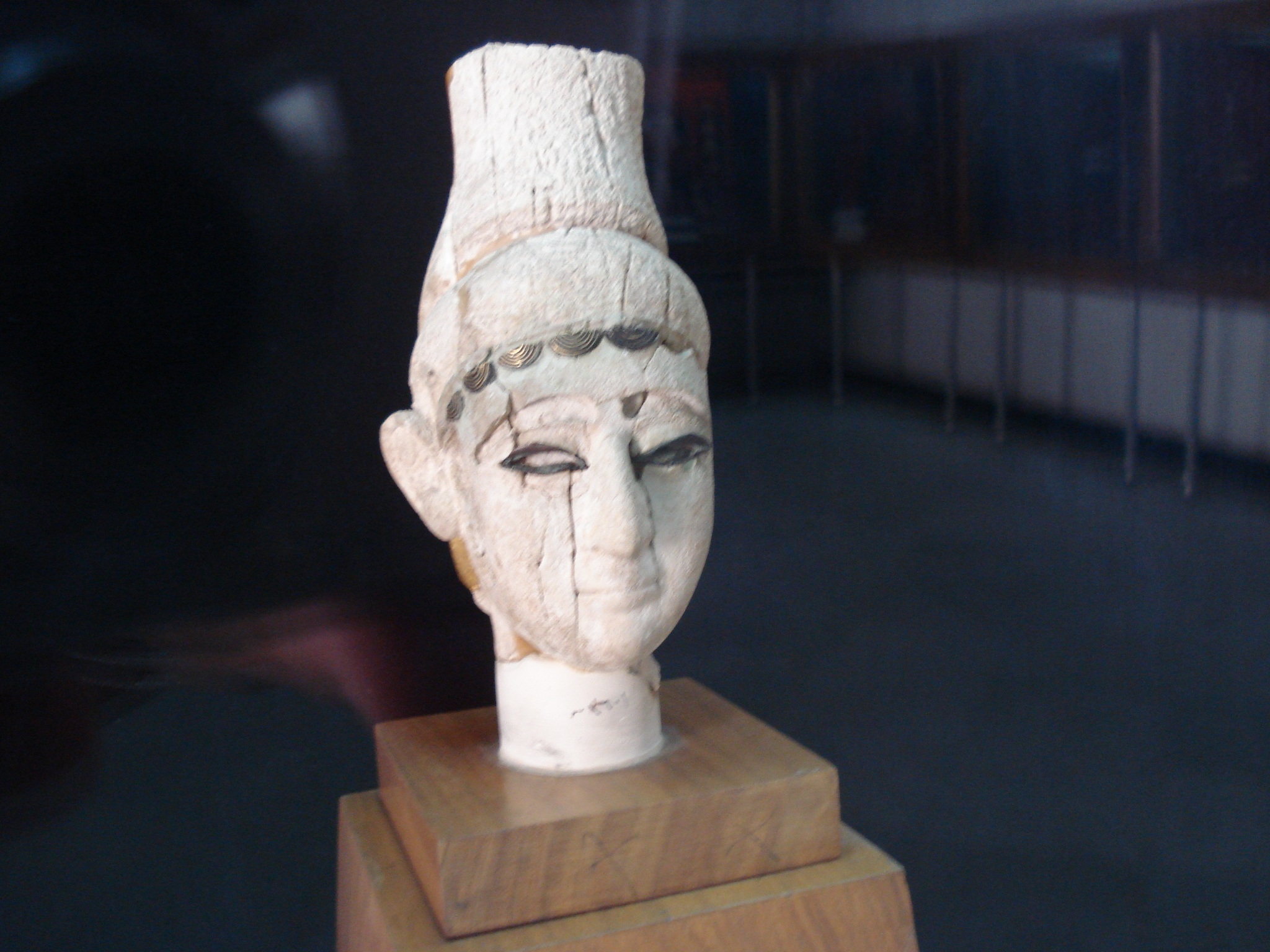
Testa di principessa

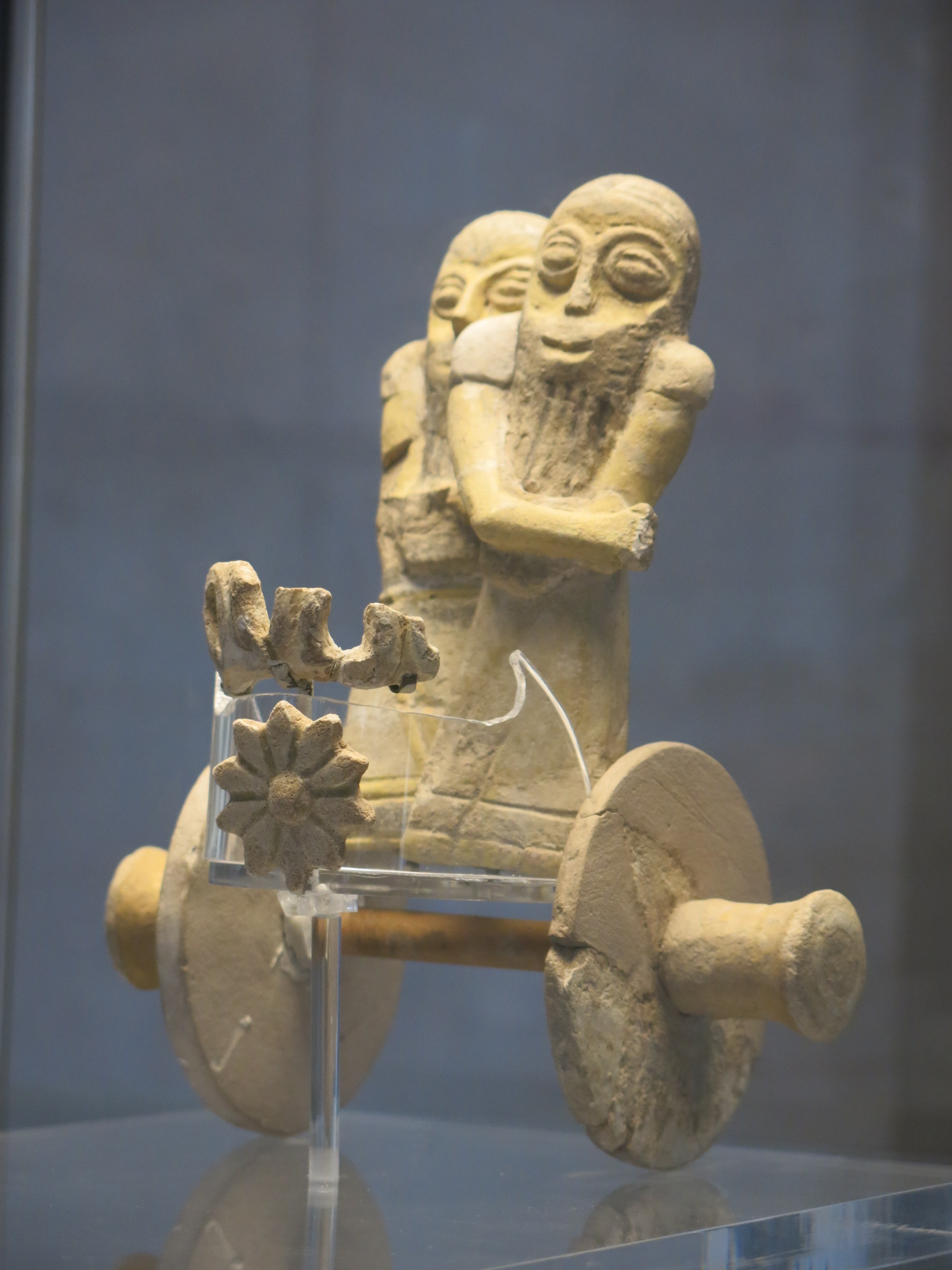
Due figure su un carro

Ugarit fu un'antica città portuale del Vicino Oriente, attuale Ras Shamra (رأس شمره in arabo, o promontorio del finocchio), pochi chilometri a nord della città moderna di Latakia in Siria.
Fu la capitale dell'antico regno di Ugarit, che poteva contare su circa 1.500 villaggi nel suo entroterra. La Città sorgeva allo sbocco sul Mar Mediterraneo di un'antica via proveniente dalla Mesopotamia, in corrispondenza dei confini tra la potenza ittita a nord e la sfera d'influenza egiziana, a cui appartenne, a sud.
Oltre all'indubbio valore storico, la scoperta archeologica, condotta a partire dal 1929 da un gruppo di archeologi francesi guidato da Claude Schaeffer, ha avuto notevole importanza per la comprensione delle lingue e religioni antiche.

## Storia
Ugarit prende posto accanto ad Uruk e ad Eridu come una delle più antiche città del mondo, con reperti preistorici che risalgono al VI millennio a.C.; sebbene esistano tracce di insediamento ancora precedenti, risalenti addirittura al X millennio a.C., fu in epoca neolitica che il sito iniziò ad acquisire una vera e propria forma urbana, con la costruzione di un muro di cinta fortificato.
Le evidenze archeologiche mostrano come intorno al XXIII secolo a.C. e fino a tutto il XXI secolo a.C., il sito rimase disabitato, anche se non se ne conoscono le ragioni. Da questo momento in poi la città conobbe un notevole sviluppo, favorito dalla sua posizione di cerniera tanto per i traffici commerciali con la Mesopotamia, quanto per la sua posizione strategica nel crescente conflitto tra l'impero ittita e quello egizio.
Tra il XIX e il XIV secolo a.C. la città rientrava nella sfera di influenza del regno egiziano, come testimoniano i piccoli oggetti di origine egizia, dell'epoca dei faraoni Sesostris I (1971-1926 a.C.), Sesostris II e Amenemhet III, e la cultura artistica mostra forti caratteri egiziani. La più antica attestazione scritta del nome della città proviene invece dalla vicina città di Ebla, e risale intorno al 1800 a.C.. Durante il periodo della sua massima fioritura, tra il XVI e il XIII secolo a.C., la città ebbe contatti costanti con l'Egitto e con Cipro, e scambi commerciali con Alalakh, un'antica città amorrea, che menziona un re non riportato nella lista reale, Puruqqu. 
Successivamente intorno al 1.330 a.C. cadde sotto il controllo degli Hyksos, e come stato alleato il regno partecipò con un proprio contingente alla battaglia di Qadeš, combattuta nel 1274 a.C. sulle rive del fiume Oronte, nell'attuale Siria, e che vide contrapporsi le due più grandi potenze del Vicino Oriente antico; l'esercito egiziano condotto ramesside e le forze ittite condotte da Muwatalli II. 
L'ultimo re di Ugarit dell'età del bronzo, Ammurapi (o Hamurapi), fu un contemporaneo del re ittita Šuppiluliuma II, ma la data esatta del suo regno è ignota. In quest'epoca la città venne distrutta, forse in seguito all'invasione dei popoli del Mare; in base ad una spada con il nome del faraone Merneptah trovata negli strati di distruzione, la data di questo evento è stata fissata intorno al 1230 a.C., ma una tavoletta cuneiforme rinvenuta nel 1986 mostra che dovette avvenire piuttosto intorno al 1185 a.C., in corrispondenza dell'ottavo anno di regno del faraone Ramses III. In base ai frammenti di ceramica micenea rinvenuti sempre negli strati di distruzione tale data sembra corrispondere anche al passaggio dal periodo tardo-elladico IIIB a quello IIIC, che corrisponde ugualmente alla fine dei regni micenei. 
Alcune tavolette d'argilla cotte dall'incendio che distrusse la città, descrivono di un attacco giunto dal mare; in particolare, in una lettera proveniente da Alashiya, l'antico nome di Cipro, si legge di città già distrutte da assalitori venuti dal mare, nel momento in cui la flotta di Ugarit non era presente, in quanto impegnata lontano, in pattugliamenti lungo le coste anatoliche.
È discusso se Ugarit sia stata distrutta prima o dopo la capitale ittita Ḫattuša.

### Re di Ugarit
Secondo le tavolette di argilla degli archivi, gli ultimi re di Ugarit furono:
- Ammittamru I (? - 1349 a.C.)
- Niqmaddu II (1349-1315 a.C.)
- Arhalba (1315-1313 a.C.)
- Niqmepa (1313-1260 a.C.)
- Ammittamru II (1260-1235 a.C.)
- Ibiranu (1235-1220 a.C.)
- Niqmaddu III (1220-1215 a.C.)
- Niqmaddu IV (1212 - 1195 a.C.)
- Ammurapi (1195-1185 a.C.)

## Gli scavi
L'ubicazione di Ugarit rimase ignota fino al 1928, quando un contadino scoprì accidentalmente un'antica sepoltura, appartenente all'antica necropoli della città. I successivi scavi furono condotti, in condizioni politiche spesso difficili,  prevalentemente dall'archeologo Claude Schaeffer, del Museo preistorico e gallo-romano di Strasburgo, a cui si deve l'identificazione del sito archeologico con l'antica città di Ugarit, fino ad allora nota solo grazie a riferimenti in altri testi storici.
Gli scavi riportarono alla luce un palazzo reale di ben 90 vani, che si articolavano intorno ad 8 cortili, e diverse residenze private di pregio, due delle quali includevano archivi di documenti (uno dei quali appartenente ad un diplomatico di nome "Rapanu").

### Palazzo Reale
La costruzione del Palazzo Reale di Ugarit risale al XIV secolo a.C.; si trattava di un edificio di circa 6.500 m2, disposti su due piani e, cosa curiosa per l'epoca, si trovava nel centro cittadino, circondato dalle case. La sua struttura è particolarmente complessa, perché al nucleo originario si sono via via aggiunti numerosi altri ambienti. Un efficiente sistema di condotte portava l'acqua nelle varie sezioni del palazzo, dove poteva anche essere scaldata.
Il Palazzo aveva numerose entrate; quella più imponente consisteva in un atrio dal quale si accedeva ad un portico colonnato in legno e da lì ad una grande corte con fontana. Sono stati trovati ben cinque archivi con tavolette d'argilla in lingua babilonese, hurrita e ugaritica. Fra questi ritrovamenti anche i Canti Hurriti. La tavoletta più famosa è senz'altro quella esposta al Museo nazionale di Damasco, con l'alfabeto elaborato nel XIII secolo a.C. per ridurre la scrittura sumerica a 30 consonanti.
Nelle numerose necropoli sono stati ritrovati doni rituali: ceramiche, gioielli in oro ed argento, armi, incisioni in avorio, vasi in alabastro. Le singole camere funerarie potevano contenere fino a 40 defunti.

### Acropoli
Nel punto più alto del sito, sull'acropoli, si trovavano i due templi di Baal e Dagat (o forse Anat, sorella ed amante di Baal), che rappresentavano il centro spirituale della città. Entrambi si componevano di un atrio quadrato e di una cella trasversale. Presso i templi si trovavano le abitazioni dei sacerdoti e le biblioteche, di fatto tra le più antiche al mondo, che svolgevano anche la funzione di scuole di scrittura. Qui sono stati scoperti testi mitologici, due bacinelle d'oro (una conservata al Louvre di Parigi, l'altra al Museo Archeologico di Aleppo), vari doni votivi, tra cui anche tre ancore di pietra.
In cima alla collina su cui venne edificata la città, sorgevano due templi principali: uno dedicato a Baal, re figlio di El, e uno a Dagon, un dio ctonio della fertilità e della ricchezza.

### Ras Ibn Hani
Situata pochi chilometri da Ugarit e a circa 5 chilometri dal centro di Latakia, la località di Ras Ibn Hani si trova presso la zona turistica della città, la cosiddetta Costa Azzurra della Siria.
La zona è stata interessata da scavi archeologici fin dal 1973 e vi sono state portate alla luce rovine di due palazzi, molto probabilmente anch'essi residenza dei sovrani di Ugarit. Il perché un nuovo nucleo urbano fosse stato realizzato a così breve distanza dalla capitale non è chiaro, ma si è formulata l'ipotesi che a quell'epoca la zona fosse una penisola, collegata alla terraferma da uno stretto istmo.

### Gli archivi
Gli scavi di Ugarit hanno riportato alla luce oltre mille tavolette di argilla sulle quali sono stati incisi testi risalenti ad un periodo compreso tra il XIV e XII secolo a.C., conservati in diversi archivi della città (uno palaziale, uno templare e due privati). Variegato è l'ambito trattato da questi testi: diplomatici, legali, economici, amministrativi, scolastici, letterari e religiosi.
Un altro archivio, in parte disperso sul mercato nero, fu rinvenuto nel 1958; le tavolette superstiti sono attualmente conservate a Claremont (California) negli Stati Uniti, presso l'Istituto di Antichità e Cristianesimo (Institute for Antiquity and Christianity) della Scuola teologica di Claremont (Claremont School of Theology) e sono state pubblicate da Loren R. Fisher nel 1971.
Ancora altri archivi furono riportati alla luce nel 1973 nel corso di scavi di emergenza (120 tavolette) e nel 1994 (300 tavolette rinvenute in un vasto edificio che fu utilizzato negli ultimi anni della vita della città).
La maggior parte di queste tavolette sono scritte in quattro lingue: sumerico, accadico (il linguaggio della diplomazia nel Vicino Oriente antico), hurrita e infine ugaritico, lingua quest'ultima, del tutto sconosciuta fino al momento della scoperta degli archivi. Sono state rinvenute tavolette scritte nel locale alfabeto ugaritico, in scrittura geroglifica egizia e anatolica e in scrittura cuneiforme cipriota-minoica, sumerica, accadica e hurrita.
Su una di queste tavolette, datata circa 3.400 anni fa, è registrato il primo atto di compravendita al mondo: «Dal presente giorno, davanti a testimoni, Ilya, figlio di Sinya e Padya, suo fratello, hanno venduto 4 iku del loro campo, che si trova tra i campi del villaggio di Sau, per 180 sicli d'argento, a Sharelli, la regina».

## Cultura

### Società
Un ruolo importante era svolto, nella società ugaritica, dalla famiglia, dalla classe dirigente e dai grandi proprietari latifondisti. Importante anche la gerarchia militare (i maryannu) e quelle filo egiziane e filo-hittitiche.

### Lingua e alfabeto ugaritico
Lingua semitica conosciuta solo attraverso la scrittura; utilizzava un alfabeto sillabico mutuato dal cuneiforme. I fenici adottarono e utilizzarono tale innovazione ugaritica, diffondendolo tramite i loro commerci ed elaborandolo con l'aggiunta di vocali fino a quello che viene considerato il primo alfabeto fonetico. 
I testi rinvenuti nelle tavolette degli archivi ugaritici comprendono oltre a lettere, documenti legali, come trasferimenti di proprietà di terreni, alcuni trattati internazionali e diverse liste amministrative, anche poemi narrativi di carattere mitologico: sono stati identificati frammenti di diverse opere poetiche, tra cui la "Leggenda di Keret", la "Leggenda di Dan-el", il "Mito di Baal-Aliyan", e la "Morte di Baal" (Ciclo di Baal). I poemi ugaritici hanno diverse caratteristiche che si troveranno più tardi nei poemi ebraici, come il gusto per il parallelismo, i metri e i ritmi, e alcuni riferimenti a eventi storici e persino concetti mitologici che vi compaiono, si trovano successivamente anche nell'Antico Testamento.

### Religione
La religione era politeista e includeva divinità, riprese anche dagli Ebrei, come Ilu (o El), Yaw, suo figlio, Ašerat, moglie di Ilu, e Ba'lu.
Altre divinità erano, Haddu, dio della pioggia e della tempesta, Dagon, dio della terra, Athirat, divinità madre, Anat, divinità della guerra, ‘Athtart,  divinità della fertilità, Yaw, dio del mare, Atargatis, dea della Siria, Teshub, dio del cielo e della tempesta, Shalim, dio del tramonto, Nikkal, dea dei frutteti, Kot̠āru, il dio fabbro, e Mot, dio della morte.
Della mitologia di Ugarit restano sei tavolette che narrano del Ciclo di Baal, che narra dell'ascensione del dio al regno dei cieli come re degli dei. 
Alcuni passi biblici sembra si rifacciano alla tradizione ugaritica.

### Arte
Architettura
Ad Ugarit appartengono uno degli esempi più antichi ritrovati dell'uso dell'Arco a mensola.
Letteratura
La Leggenda di Keret è un poema epico risalente al Tardo Bronzo (circa 1500-1200 a.C.)., che racconta la storia della quasi estinzione della casa reale hurrita di Keret, o Kirta.
Musica
Fra i testi Urriti ritrovati ad Ugarit vi sono i più antichi esempi di stesura musicale, risalenti al 1400 a.C. circa. In questi frammenti sono stati trovati i nomi di quattro compositori, Tapšiẖuni, Puẖiya(na), Urẖiya e Ammiya.